# Chusquea dombeyana
Chusquea dombeyana är en gräsart som beskrevs av Carl Sigismund Kunth. Chusquea dombeyana ingår i släktet Chusquea och familjen gräs. Inga underarter finns listade i Catalogue of Life.